# 649
El 649 (DCXLIX) fou un any comú començat en dijous del calendari julià.

## Esdeveniments
- Els àrabs ocupen Xipre
- Martí I és escollit papa
- Els reis visigots proclamen edictes contra ritus jueus

## Defuncions
- 17 de maig, Roma: Teodor I. Papa de Roma.